# ناوشکن کلاس کاتلین
ناوشکن کلاس کاتلین (به انگلیسی: Kotlin-class destroyer) یک کلاس از کشتی است که طول آن ۱۲۶٫۱ متر (۴۱۴ فوت) می‌باشد.